# Orem
Orem é uma cidade localizada no estado norte-americano do Utah, no Condado de Utah.

## Geografia
De acordo com o United States Census Bureau, a cidade tem uma área de 47,4 km², onde todos os 47,4 km² estão cobertos por terra.

### Localidades na vizinhança
O diagrama seguinte representa as localidades num raio de 16 km ao redor de Orem.

## Demografia
Segundo o censo nacional de 2010, a sua população é de 88 328 habitantes e sua densidade populacional é de 1 864,61 hab/km². É a quinta cidade mais populosa do Utah. Possui 26 970 residências, que resulta em uma densidade de 569,34 residências/km².